# موزه وستربوتنز
موزه وستربوتنز (به سوئدی: Västerbottens museum) یک موزه تاریخی فرهنگی در شهر اومئو است.
این موزه در سال ۱۸۸۶ میلادی تأسیس شده است و به تاریخ استان وستربوتن همچون ماهیگیری و دریانوردی اختصاص دارد.